# Escenes d'infants
Escenes d'infants, originalment en alemany Kinderszenen, op. 15, és un cicle pianístic de Robert Schumann escrit el 1838.
La partitura es correspon amb un període turmentat de la vida de Schumann (que contrasta amb el caràcter serè de l'obra), quan el pare de Clara Wieck, l'amant del compositor, va rebutjar la seva petició de mà de la seva filla. D'aquest any són també altres peces mestres per al piano de Schumann, entre elles Kreisleriana.
L'obra es compon de tretze breus peces i la seva execució demana entre 15 i 20 minuts aproximandament. Els títols, els afegí el mateix compositor a posteriori.
1. De gents i països estrangers (Von fremden Ländern und Menschen)
2. Curiosa història (Kuriose Geschiste)
3. L'home cec (Hasche Mann)
4. El nen suplicant (Bittendes Kind)
5. Felicitat perfecta (Glückes genug)
6. Un esdeveniment important (Wichtige Begenbenheit)
7. Somiant (Träumerei)
8. A la cantonada del foc (Am Kamin)
9. Cavaller sobre el cavall de bosc (Ritter vom Steckenpferd)
10. De manera gairebé massa seriosa (Fast zu ernst)
11. De por (Fürchtenmachen)
12. El nen s'adorm (Kind im Einschlummern)
13. El poeta parla (Der Dichter spricht)